# Wilson Rodrigues Fonseca
Wilson Rodrigues Fonseca, meglio noto solo come Wilson (Araras, 21 marzo 1985), è un ex calciatore brasiliano, di ruolo attaccante.

## Carriera
Attaccante esterno sinistro, è cresciuto nel Corinthians dove milita dal 2002 al 2007, esclusa una parentesi nel Paulista nel 2006-2007. Nel mercato del gennaio 2007 venne acquistato dal Genoa nel mercato di gennaio 2008 dal Corinthians]. Al Genoa ritrova Danilo, suo compagno ai tempi delle giovanili nell'União São João, squadra della loro città. Nell'agosto 2008, è tornato in Brasile ceduto con la formula del prestito allo Sport Recife e acquistato completamente in seguito. Con lo Sport Recife retrocede nel Campeonato Brasileiro Série B al termine del Campeonato Brasileiro Série A 2009.
Nel 2011 si trasferisce in Cina allo Shanxi Chanba e nel 2012 al Vegalta Sendai, in Giappone.